# Miss France 2014
Miss France 2014 est la 84e élection de Miss France. Elle a eu lieu le 7 décembre 2013 au Zénith de Dijon. 
C'est la première fois que l'élection se tient à Dijon et en Bourgogne. La cérémonie est diffusée en direct sur TF1 et est présentée par Jean-Pierre Foucault (pour la 19e année consécutive), Sylvie Tellier (pour la 6e année consécutive) et Thierry Baumann au rappel des consignes de votes (pour la 3ème année consécutive). La cérémonie se déroule sur le thème des contes, des princesses revisitées et de l'univers Disney.
Au terme de cette soirée, c'est Flora Coquerel, Miss Orléanais 2013 qui est élue Miss France 2014, succédant à Marine Lorphelin, Miss Bourgogne 2012 et Miss France 2013. Elle est la première Miss Orléanais à être élue Miss France.

## Classement final
| Résultat final   | Candidate | Concours internationaux                                            |
| ---------------- | --- | ------------------------------------------------------------------ |
| Miss France 2014 | - Orléanais — Flora Coquerel | - Non classée à Miss Monde 2014 - 3e dauphine de Miss Univers 2015 |
| 1re dauphine     | - Tahiti — Mehiata Riaria |                                                                    |
| 2e dauphine      | - Provence — Laëtizia Penmellen | - Non classée à Miss Terre 2014                                    |
| 3e dauphine      | - Côte d'Azur — Aurianne Sinacola | - Non classée à Miss International 2014                            |
| 4e dauphine      | - Guadeloupe — Chloé Deher |                                                                    |
| Top 12           | - Auvergne — Camille Blond (5e dauphine) - Languedoc — Anaïs Franchini (6e dauphine) - Alsace — Laura Strubel - Franche-Comté — Camille Duban - Roussillon — Sabine Banet - Bourgogne — Marie Reintz - Réunion — Vanille M'Doihoma |                                                                    |

## Ordre d'annonce des finalistes
| 1. Languedoc, annoncée par Sonia Rolland 2. Guadeloupe, annoncée par Sylvie Tellier 3. Orléanais, annoncée par Sonia Rolland 4. Roussillon, annoncée par Sylvie Tellier 5. Tahiti, annoncée par Sonia Rolland 6. Alsace, annoncée par Sylvie Tellier 7. Bourgogne, annoncée par Sonia Rolland 8. Côte d'Azur, annoncée par Sylvie Tellier 9. Franche-Comté, annoncée par Sonia Rolland 10. Auvergne, annoncée par Sylvie Tellier 11. Réunion, annoncée par Sonia Rolland 12. Provence, annoncée par Sylvie Tellier | 1. Tahiti, annoncée par Sylvie Tellier 2. Orléanais, annoncée par Marine Lorphelin 3. Côte d'Azur, annoncée par Jean-Pierre Foucault 4. Provence, annoncée par Sylvie Tellier 5. Guadeloupe, annoncée par Marine Lorphelin |

## Préparation
Les événements prévus pour la fin de l'année, en préparation de l'élection, sont :
- 12 novembre : présentation des 33 prétendantes à la presse.
- 13 novembre : shooting photo à Paris pour la publication des photos officielles.
- 14 novembre : présentation des 33 prétendantes au journal de 13 heures de TF1 avec Jean-Pierre Pernaut.
- 15 novembre : départ de l’aéroport de Paris-Charles-de-Gaulle pour le Sri Lanka.
- 16 novembre : arrivée au Sri Lanka - Début de tournage et visite du pays.
- 19 novembre : test de culture générale.
- 23 novembre : retour des 33 prétendantes à l’aéroport de Paris-Charles-de-Gaulle et arrivée des miss à Dijon.
- 23 novembre : François Rebsamen, le maire de Dijon, reçoit les Miss, Marine Lorphelin et Sylvie Tellier à l'hôtel de ville, à partir de 18 heures.
- 28 novembre : un dîner de gala de charité est organisé au château du Clos de Vougeot, au profil de l'association MAÏSHA AFRICA parrainée par Sonia Rolland.
- 29 novembre : tournage de séquences dans les rues dijonnaises.
- 30 novembre : Marine Lorphelin et les 33 Miss inaugurent le Marché de Noël de Dijon, place de la République à 18 heures.
- 5 décembre : sélection des 12 demi-finalistes durant un entretien devant un jury de pré-sélection.
- 6 décembre : enregistrement au Zénith de Dijon du tableau des Miss en costumes régionaux.
- 7 décembre : élection de Miss France 2014.

## Candidates
| Région                        | Nom                           | Âge    | Taille | Résidence                 | Élue le                                 | Classement final                               |
| ----------------------------- | ----------------------------- | ------ | ------ | ------------------------- | --------------------------------------- | ---------------------------------------------- |
| Miss Alsace                   | Laura Strubel                 | 24 ans | 1,82 m | Urmatt                    | 21 juin 2013 à Colmar                   | Top 12 (8e) Prix de la Culture générale        |
| Miss Aquitaine                | Camille Gafa                  | 22 ans | 1,77 m | Bordeaux                  | 12 octobre 2013 à Mios                  |                                                |
| Miss Auvergne                 | Camille Blond                 | 18 ans | 1,71 m | Moulins-sur-Allier        | 13 octobre 2013 à Cébazat               | 5e dauphine                                    |
| Miss Bourgogne                | Marie Reintz                  | 22 ans | 1,79 m | Bligny-lès-Beaune         | 20 octobre 2013 à Autun                 | Top 12 (11e)                                   |
| Miss Bretagne                 | Marie Chartier                | 19 ans | 1,71 m | Étables-sur-Mer           | 18 octobre 2013 à Gourin                |                                                |
| Miss Centre                   | Laure Moreau                  | 20 ans | 1,80 m | Saint-Maur                | 5 octobre 2013 à Déols                  |                                                |
| Miss Champagne-Ardenne        | Louise Bataille               | 18 ans | 1,78 m | Reims                     | 26 octobre 2013 à Sedan                 |                                                |
| Miss Corse                    | Cécilia Napoli                | 19 ans | 1,71 m | Bastia                    | 26 août 2013 à Porticcio                |                                                |
| Miss Côte d'Azur              | Aurianne Sinacola             | 19 ans | 1,75 m | Vallauris                 | 3 août 2013 à Vallauris                 | 3e dauphine Miss « Cinnamon Hospitality 2014 » |
| Miss Franche-Comté            | Camille Duban                 | 19 ans | 1,73 m | Gray                      | 18 octobre 2013 à Belfort               | Top 12 (9e)                                    |
| Miss Guadeloupe               | Chloé Deher                   | 18 ans | 1,77 m | Terre-de-Haut             | 27 juillet 2013 à Petit-Bourg           | 4e dauphine                                    |
| Miss Guyane                   | Henriette Groeneveldt         | 20 ans | 1,75 m | Remire-Montjoly           | 12 octobre 2013 à Cayenne               |                                                |
| Miss Île-de-France            | Laëtitia Vuillemard           | 20 ans | 1,73 m | Saint-Germain-lès-Corbeil | 26 juin 2013 à Paris                    | Prix de la Photogénie                          |
| Miss Languedoc                | Anaïs Franchini               | 22 ans | 1,75 m | Montpellier               | 10 août 2013 à Carnon                   | 6e dauphine                                    |
| Miss Limousin                 | Caroline Dubreuil             | 21 ans | 1,77 m | Limoges                   | 12 octobre 2013 à Limoges               |                                                |
| Miss Lorraine                 | Charline Keck                 | 19 ans | 1,79 m | Vigy                      | 19 octobre 2013 à Yutz                  |                                                |
| Miss Martinique               | Nathalie Frédal               | 19 ans | 1,75 m | Gros-Morne                | 27 septembre 2013 à Fort-de-France      |                                                |
| Miss Mayotte                  | Daniati Yves                  | 24 ans | 1,70 m | Tsingoni                  | 31 août 2013 à Mamoudzou                | Prix de la Sympathie                           |
| Miss Midi-Pyrénées            | Audrey Bernes                 | 20 ans | 1,81 m | Toulouse                  | 11 octobre 2013 à Castelsarrasin        |                                                |
| Miss Nord-Pas-de-Calais       | Gaëlle Mans                   | 23 ans | 1,80 m | Sains-en-Gohelle          | 25 octobre 2013 à Saint-Amand-les-Eaux  | Prix de l'Hospitalité                          |
| Miss Normandie                | Ophélie Genest                | 19 ans | 1,72 m | Caen                      | 14 septembre 2013 à Coutances           |                                                |
| Miss Nouvelle-Calédonie       | Agnès Latchimy                | 22 ans | 1,71 m | Nouméa                    | 3 août 2013 à Nouméa                    |                                                |
| Miss Orléanais                | Flora Coquerel                | 19 ans | 1,82 m | Morancez                  | 6 octobre 2013 à Montargis              | Miss France 2014                               |
| Miss Pays de Loire            | Marie Plessis                 | 22 ans | 1,73 m | Rochefort-sur-Loire       | 21 septembre 2013 à Olonne-sur-Mer      |                                                |
| Miss Pays de Savoie           | Julie Legros                  | 22 ans | 1,70 m | Aiton                     | 19 octobre 2013 au Grand-Bornand        |                                                |
| Miss Picardie                 | Manon Beurey                  | 19 ans | 1,75 m | Argœuves                  | 27 octobre 2013 à Beauvais              |                                                |
| Miss Poitou-Charentes         | Laura Pierre                  | 19 ans | 1,74 m | Le Gua                    | 20 septembre 2013 à Buxerolles          |                                                |
| Miss Provence                 | Laëtizia Giovanelli Penmellen | 19 ans | 1,71 m | Villecroze                | 2 août 2013 à Istres                    | 2e dauphine                                    |
| Miss Réunion                  | Vanille M'Doihoma             | 21 ans | 1,75 m | Le Tampon                 | 17 août 2013 à Saint-Denis              | Top 12 (12e)                                   |
| Miss Rhône-Alpes              | Mylène Angelier               | 22 ans | 1,77 m | Sarcey                    | 27 octobre 2013 à Châteauneuf-sur-Isère |                                                |
| Miss Roussillon               | Sabine Banet                  | 21 ans | 1,74 m | Saleilles                 | 11 août 2013 au Barcarès                | Top 12 (10e)                                   |
| Miss Saint-Pierre-et-Miquelon | Clio Victorri                 | 23 ans | 1,73 m | Saint-Pierre              | 5 juillet 2013 à Saint-Pierre           |                                                |
| Miss Tahiti                   | Mehiata Riaria                | 22 ans | 1,77 m | Papeete                   | 28 juin 2013 à Papeete                  | 1re dauphine                                   |

## Déroulement de la cérémonie
L'élection se déroule sur le thème des contes et des princesses de l'univers Disney.
Les 33 candidates commencent en robes blanches sur le thème de La Belle au bois dormant.
Ensuite, après leurs présentations, Miss Roussillon, Miss Bretagne, Miss Limousin, Miss Martinique, Miss Franche-Comté, Miss Île-de-France, Miss Aquitaine, Miss Orléanais, Miss Pays de Loire, Miss Nord-Pas-de-Calais et Miss Guyane défilent sur le thème de Alice au pays des merveilles. C'est ensuite au tour de Miss Languedoc, Miss Picardie, Miss Nouvelle-Calédonie, Miss Centre, Miss Alsace, Miss Tahiti, Miss Poitou-Charentes, Miss Rhône-Alpes, Miss Réunion, Miss Bourgogne et Miss Auvergne de se présenter et de défiler sur le thème des Mille et Une Nuits. Puis Miss Corse, Miss Guadeloupe, Miss Midi-Pyrénées, Miss Saint-Pierre-et-Miquelon, Miss Champagne-Ardenne, Miss Provence, Miss Côte d'Azur, Miss Pays de Savoie, Miss Normandie, Miss Lorraine et Miss Mayotte se présentent. La troupe de la Belle et la Bête arrive sur scène, avec un dialogue entre deux personnages, Lumière et Big Ben. Les 11 Miss défilent donc sur le thème de La Belle et la Bête.
Ensuite, une vidéo nous montre comment cette cérémonie a évolué. Lors du tableau suivant, les prétendantes sont habillées en costumes de leurs régions. Puis sont remerciés les délégués régionaux. Puis les 33 Miss sont en maillot de bain une pièce « Blanche-Neige ».
Une vidéo sur la façon dont sont sélectionnées les Miss est visionnée. Les douze demi-finalistes sont appelées par Sonia Rolland, Miss France 2000, dernière Miss Bourgogne élue Miss France avant Marine Lorphelin. Puis Marine Lorphelin arrive, il y a une vidéo sur son année de règne.
Les douze demi-finalistes défilent en robes de soirée inspirées de la princesse Anastasia. Elles se présentent ensuite au micro de Jean-Pierre Foucault. Puis elles sont habillées en maillots deux-pièces inspirés de La Petite Sirène.
Un reportage sur le voyage au Sri Lanka est montré, suivi d'un montage sur les cadeaux qu'auront la Miss France, ses dauphines et toutes les candidates. Puis Marine Lorphelin annonce les 5 finalistes avec Sylvie Tellier et Jean-Pierre Foucault. Il y a un reportage sur le séjour à Dijon, suivi de l'arrivée du maire de la ville.
Les cinq finalistes défilent avec des maillots haute couture inspirés du Petit Chaperon rouge. Leurs robes finales sont inspirées de Cendrillon. Les 5 Miss sont ensuite interrogées par Jean-Pierre Foucault. Ensuite, un montage montrant les cadeaux est visionné.
Puis Garou chante « Avancer ». Marine Lorphelin arrive ensuite avec la couronne de la future Miss, juste avant que les prétendantes viennent sur scène, suivies par Sylvie Tellier, qui amène les écharpes. Jean-Pierre Foucault annonce le nom des dauphines, tandis que c'est Garou qui se charge de dire le nom de la Miss France.

### Jury
Le jury complet est dévoilé le 29 novembre 2013.
| Membre | Membre                    | Notes                                                        |
| ------ | ------------------------- | ------------------------------------------------------------ |
|        | Garou (président du jury) | Chanteur et coach de The Voice : La Plus Belle Voix          |
|        | Élodie Frégé              | Chanteuse et gagnante de la saison 3 de Star Academy         |
|        | Nathalie Marquay          | Miss France 1987                                             |
|        | Vincent Niclo             | Chanteur                                                     |
|        | Jean-Pierre Pernaut       | Présentateur du Journal de 13 heures de TF1                  |
|        | Titoff                    | Humoriste et candidat de la saison 4 de Danse avec les stars |
|        | Sylvie Vartan             | Chanteuse                                                    |

### Classement

#### Premier tour
Un jury composé de partenaires (internes et externes) de la société Miss France pré-sélectionne 12 jeunes femmes, lors d'un entretien qui s'est déroulé le 5 décembre. Ce dernier prend en compte : l'éloquence de la Miss, son physique et son résultat au test de culture générale.
| N° attribué | Candidate          |
| ----------- | ------------------ |
| 1           | Miss Languedoc     |
| 2           | Miss Guadeloupe    |
| 3           | Miss Orléanais     |
| 4           | Miss Roussillon    |
| 5           | Miss Tahiti        |
| 6           | Miss Alsace        |
| 7           | Miss Bourgogne     |
| 8           | Miss Côte d'Azur   |
| 9           | Miss Franche-Comté |
| 10          | Miss Auvergne      |
| 11          | Miss Réunion       |
| 12          | Miss Provence      |

#### Deuxième tour
Le jury à 50 % et le public à 50 % choisissent les cinq candidates qui peuvent encore être élues.
Un classement de 1 à 12 est établi pour chacune des deux parties. Une première place vaut 12 points, une seconde 11 points, et la dernière 1 point, même si deux miss arrivent à égalité. L’addition des deux classements est alors faite. Les cinq premières restent en course. En cas d’égalité, c’est le classement du jury qui prévaut (cette règle a permis à Miss Guadeloupe d’intégrer le top 5 au détriment de Miss Auvergne).
| Miss               | Public | Jury | Total |
| ------------------ | ------ | ---- | ----- |
| Miss Tahiti        | 11     | 12   | 23    |
| Miss Orléanais     | 12     | 11   | 23    |
| Miss Côte d'Azur   | 7      | 11   | 18    |
| Miss Provence      | 9      | 9    | 18    |
| Miss Guadeloupe    | 8      | 8    | 16    |
| Miss Auvergne      | 10     | 6    | 16    |
| Miss Languedoc     | 4      | 8    | 12    |
| Miss Alsace        | 6      | 5    | 11    |
| Miss Franche-Comté | 5      | 5    | 10    |
| Miss Roussillon    | 1      | 5    | 6     |
| Miss Bourgogne     | 3      | 2    | 5     |
| Miss Réunion       | 2      | 2    | 4     |

#### Troisième tour
Le public est seul à voter lors de cette troisième et dernière phase. La candidate qui a le plus de voix est élue Miss France 2014.
| Candidates       | Résultat |
| ---------------- | -------- |
| Miss Orléanais   | 27,81 %  |
| Miss Tahiti      | 19,87 %  |
| Miss Provence    | 18,71 %  |
| Miss Côte d'Azur | 18,30 %  |
| Miss Guadeloupe  | 15,31 %  |

### Prix attribués
| Prix                                                                               | Candidates                               |
| ---------------------------------------------------------------------------------- | ---------------------------------------- |
| Prix de la Culture Générale                                                        | Miss Alsace – Laura Strubel (18/20)      |
| Miss « Cinnamon Hospitality 2014 » (Prix reçu au Sri Lanka lors d'un défilé local) | Miss Côte d'Azur – Aurianne Sinacola     |
| Prix de la Photogénie                                                              | Miss Île-de-France – Laetitia Vuillemard |
| Prix de la Sympathie                                                               | Miss Mayotte – Daniati Yves              |
| Prix de l'Hospitalité                                                              | Miss Nord-Pas-de-Calais – Gaëlle Mans    |

## Observations